# Pugó del baladre
El pugó del baladre (Aphis nerii) és una espècie oligòfaga d'hemípter esternorrinc de la família Aphididae.

## Distribució
És una espècie cosmopolita, viu a totes les regions del món amb un clima subtropical i temperat-càlid.

## Descripció
Té un cos de 1,5-2,6 mm i color groc lleugerament ataronjat amb les potes, la cauda i els sifons negres. Tenen un tòrax format per tres segments, de cadascun dels quals a la seua part inferior presenten un parell de potes articulades de color negre cobertes de pèls i en la part superior del segon i tercer segment un parell d'ales als individus alats. Aquests últims són similars en aparença encara que són més prims i posseeixen una taca negra al dors de la qual naixen les ales. Els estadis juvenils són paregudes a les femelles àpteres.

## Cicle vital
Tots els pugons Aphis nerii de la regió mediterrània són femelles partenogenètiques (o anholocícliques) vivípares, és a dir, es reprodueixen asexualment sense mascles que les fecunden, ja que no existeixen mascles d'aquesta espècie fora del Japó. En aquest país asiàtic els pugons de les primeres generacions del cicle anual són tots femelles partenogenètiques i no hi ha mascles, exactament igual que al Mediterrani, no obstant això en l'última generació tardorenca tots els pugons japonesos són sexuats (o holocíclics) i alats, mascles i femelles, per la qual cosa existeix una teoria que situa l'origen d'aquesta espècie de pugons a l'arxipèlag nipó. Allà, a més, les femelles són vivípares durant les primeres generacions i ovípares en l'última generació, just quan comença el fred hivernal. Llavors les últimes femelles del cicle anual, després de ser fecundades per un mascle, volen a la recerca d'una planta on dipositar el seu únic gran ou a un borró, el qual s'obrirà la següent primavera. Després de la posta dels ous tots els pugons adults, mascles i femelles, moren pel fred.
El pugó del baladre mediterrani, en canvi, és vivípar durant totes les generacions. A la primavera ixen d'allà on hivernen i colonitzen les plantes hoste, coincidint amb la brotada. Tots els individus de la colònia són femelles (àpteres i alades), que es reprodueixen per partenogènesi. Les generacions se succeeixen fins a arribar al màxim de població vers la fi de la primavera. Les femelles alades estan destinades a ocupar noves plantes i apareixen en major nombre quan la planta hoste ja no és viable o bé quan la colònia és massa gran i necessita expandir-se. Les últimes femelles del cicle anual no ponen ous tardorencs. Per a superar l'hivern, després de passar pels quatre estadis nimfals i les cinc mudes del seu exoesquelet i assolir la maduresa, simplement s'amaguen i entren en hibernació.
Siga com siga, des de la regió mediterrània el pugó del baladre s'ha anat estenent a poc a poc, amagat davall les fulles dels baladres exportats com a plantes de jardí i en l'actualitat viu a totes les regions del món amb un clima paregut al del seu lloc d'origen. Com no necessita cap mascle per a reproduir-se, basta que siga "exportada" una sola femella davall una fulla per a iniciar una nova població. Per aquest motiu tots els exemplars que han envaït nous territoris fora de la conca mediterrània són tots femelles partenogenètiques vivípares d'origen mediterrani. No ha ocorregut el mateix amb la subespècie japonesa amb mascles i femelles ovípares en l'última generació tardorenca, doncs no ha pogut trobar cap mascle d'Aphis nerii fora del Japó.

## Ecologia
Per regla general es nodreix de plantes pertanyents a les famílies de les apocinàcies (Nerium i Vinca) i asclepiadàcies (Araujia, Asclepias, Calotropis, Caralluma, Cynanchum, Gomphocarpus, Periploca i Vincetoxicum). Ocasionalment també pot infestar plantes de les famílies de les asteràcies, convolvulàcies, euforbiàcies i algunes rutàcies del gènere Citrus, a més a més també és capaç d'alimentar-se de la saba d'algunes plantes exòtiques no mediterrànies de la família de les cactàcies.
Com la resta de pugons, les seues poblacions es redueixen per l'acció de diferents organismes auxiliars: depredadors generalistes, com coccinèl·lids, sírfids i cecidòmids (Aphidoletes aphydimyza), crisopes, etc., i parasitoides, on destaca Lysiphlebus testaceipes.
Aquest pugó és capaç d'extreure substàncies cardiotòxiques anomenades cardenòlids de les asclepiadàcies de les quals s'alimenta. Aquestes substàncies tenen un gust amarg i es dissolen en la mel de melada secretada. També es concentren al cos del pugó sense que li afecten. El color groc brillant associat amb el contingut de toxines és un exemple d'aposematisme. Tant el color groc intens del seu cos com el de les ceres excretades per l'anus els protegeixen de la depredació d'algunes espècies d'aus i aranyes. S'ha demostrat també que els cardenòlids actuen com un element dissuasiu eficaç contra depredadors com els neuròpters i certs coccinèl·lids, però no contra els seus parasitoides.

## Galeria

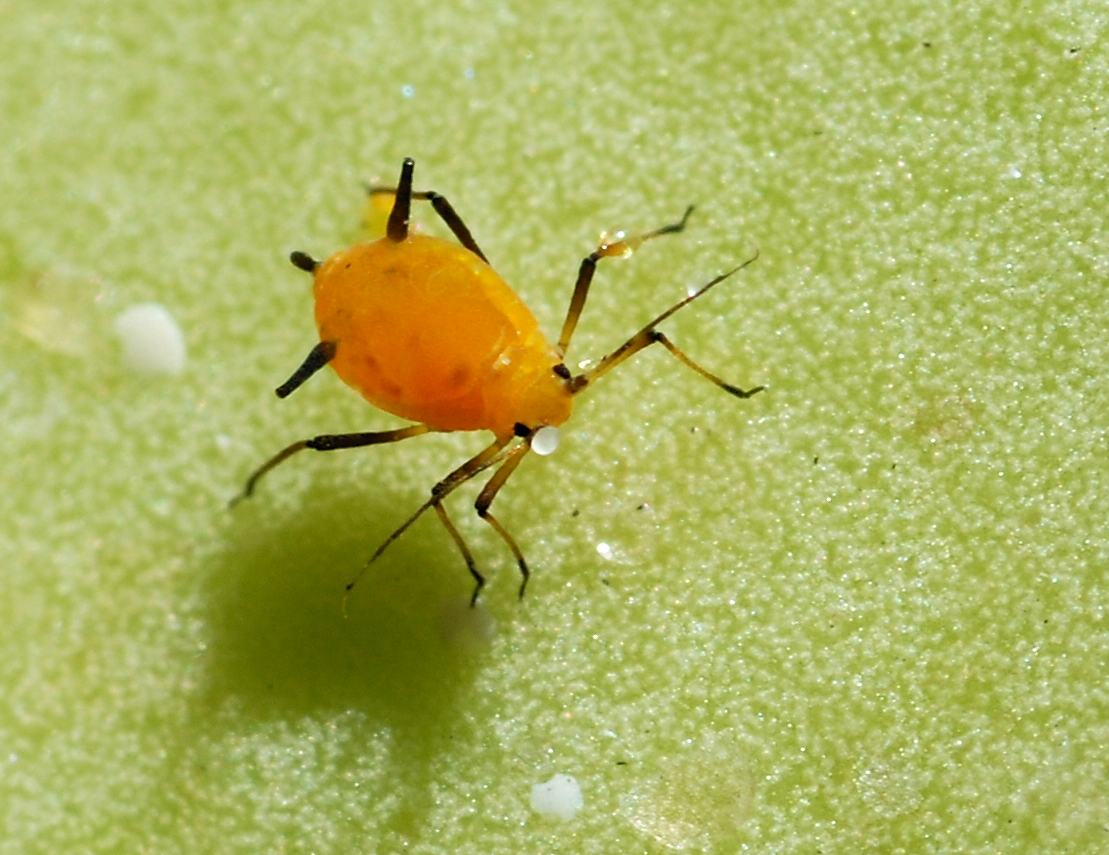
Femella àptera
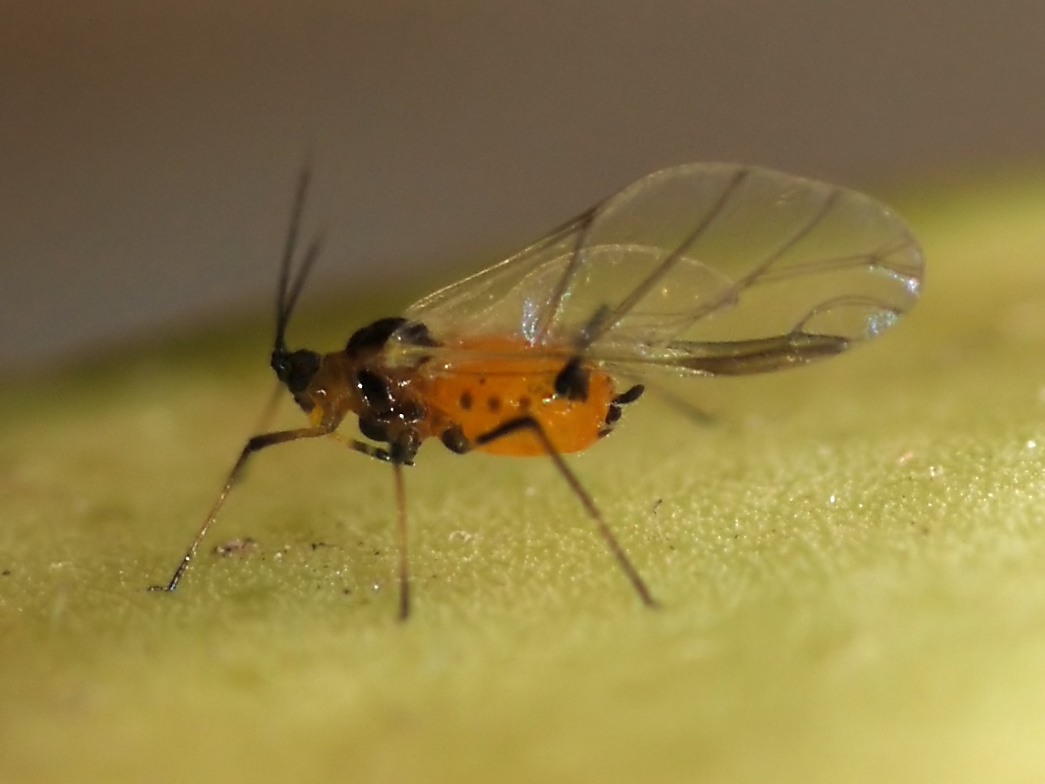
Femella alada
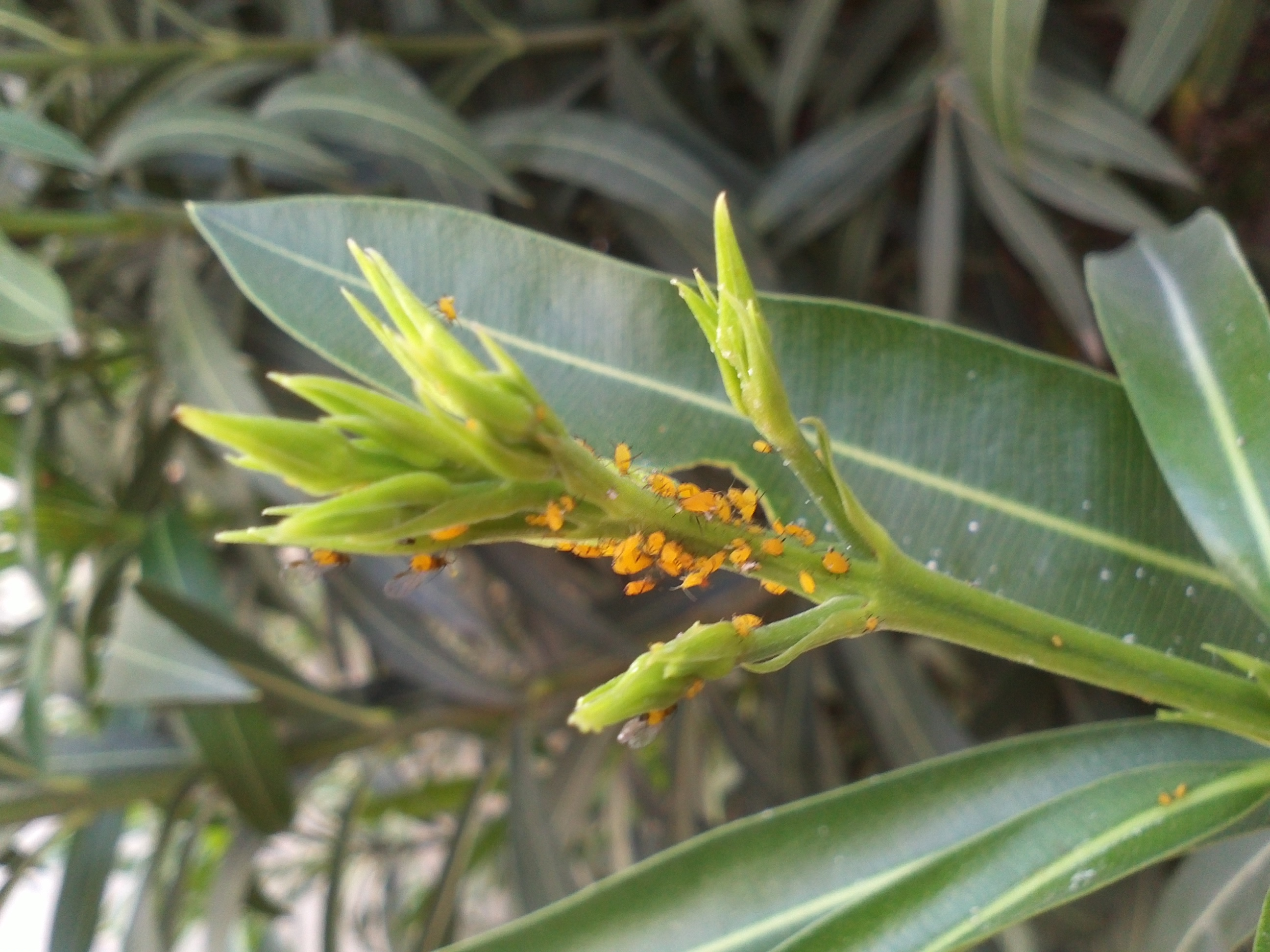
Colònia sobre baladre
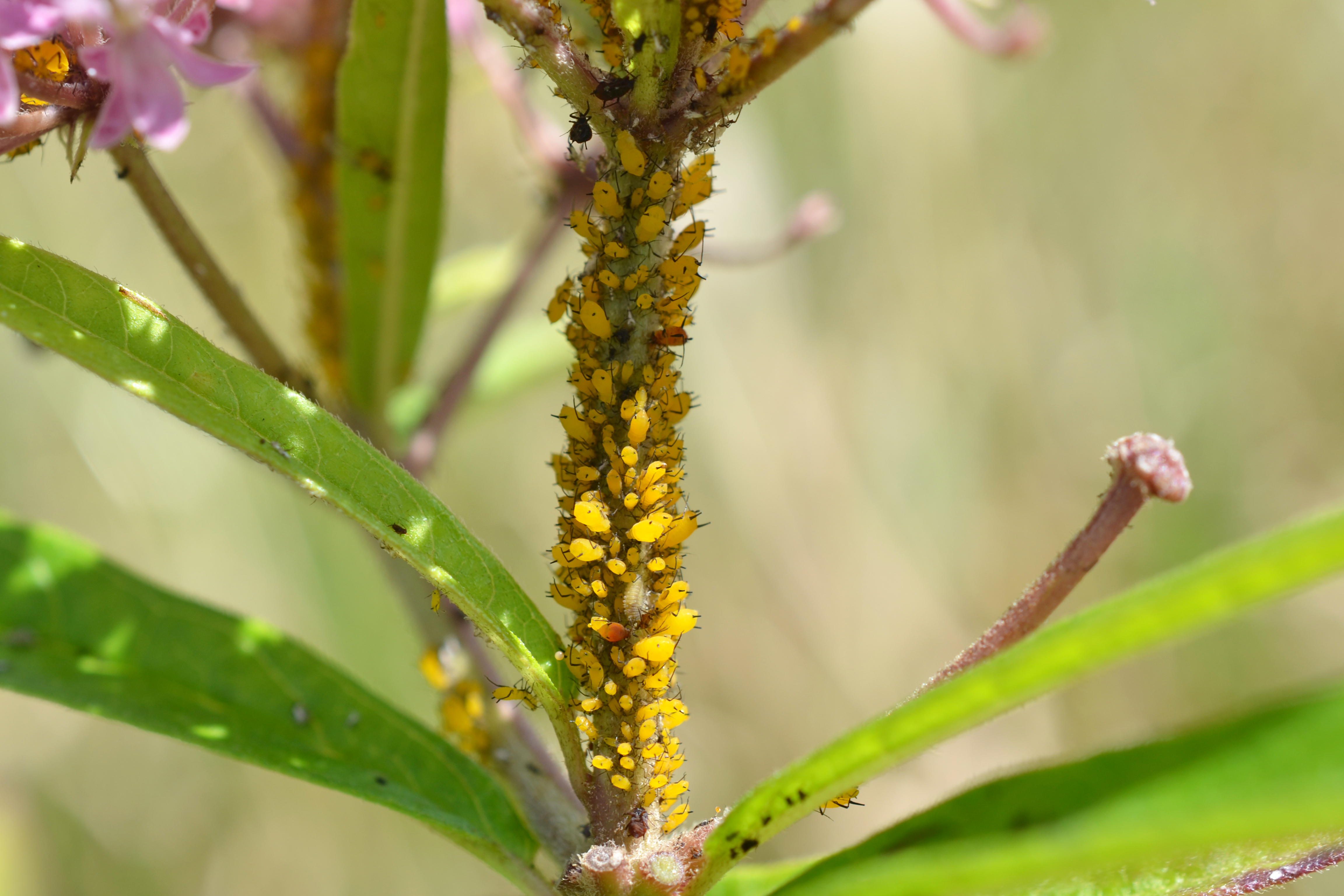
Colònia sobre una asclepiadàcia
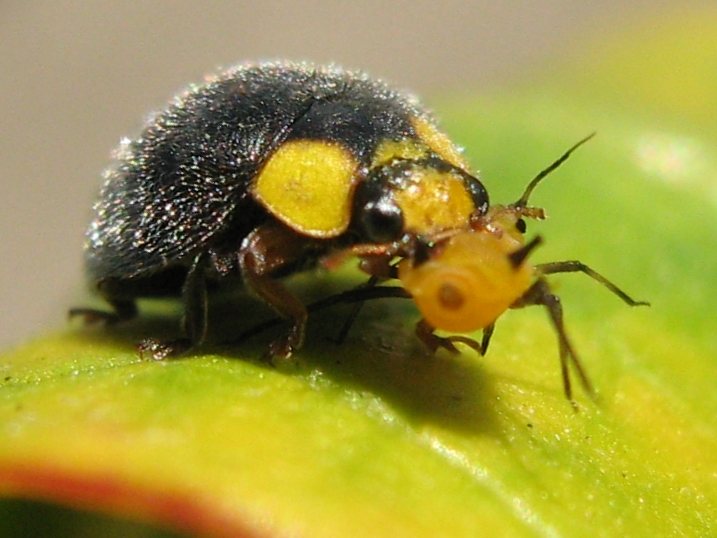
Apolinus lividigaster alimentant-se de pugons del baladre
- Defensa col·lectiva enfront d'Aphidius colemani